# تذكر
يشير التذكر إلى العملية الذهنية لاستعادة معلومات من الماضي، ويُعتبر أحد العمليات الجوهرية التي تجري في الذاكرة، إلى جانب الترميز للمعلومات وتخزينها، ويتضمن ثلاثة أنواع رئيسية، وهي التذكر الحر، والملقَّن والمتسلسل، ويقوم أخصائيو علم النفس باختبار هذه الأنواع كطريقة لدراسة عمليات الذاكرة لدى البشر والحيوانات، وينطوي تفسير عملية التذكر على نظرتين رئيسيتين، هما نظرية المرحلتين ومبدأ نوعية الترميز.

## نظريات

### نظرية المرحلتين
تنص نظرية المرحلتين على أن عملية التذكر تبدأ بالبحث والاسترجاع، ومن ثم يتم اختيار المعلومات الصحيحة مما تم استرجاعه من خلال عملية البتّ أو التعرّف، وفي هذه النظرية يتضمن التعرّف عملية واحدة فقط قد تحتمل الخطأ، بينما ينطوي التذكر على عمليتين، ولكن أظهر الأخير في بعض الحالات تفوقاً على السابق، مثل الفشل في التعرف على كلمات من الممكن تذكرها لاحقاً.

### نظرية نوعية الترميز
تجد نظرية نوعية التمييز تشابهات بين التعّرف والتذكر، ويشير مبدؤها إلى أن الذاكرة توظّف المعلومات من أثرها الدائم على الجهاز العصبي المركزي، أو المواقف التي تم اكتساب المعلومات فيها، والبيئة التي تم استردادها منها، بمعنى آخر، تتحسن الذاكرة عندما تكون المعلومات التي توفرت عند الترميز متوفرة أيضاً عند الاسترجاع، فمثلاً إذا تعلم المرء عن موضوع ما في موقع معيّن، ولكن تم اختباره فيه ضمن بيئة مختلفة، لن يتمكن من تذكر تلك المعلومات بالجودة التي سيحققها إذا تطابق الموقعان.

## التاريخ

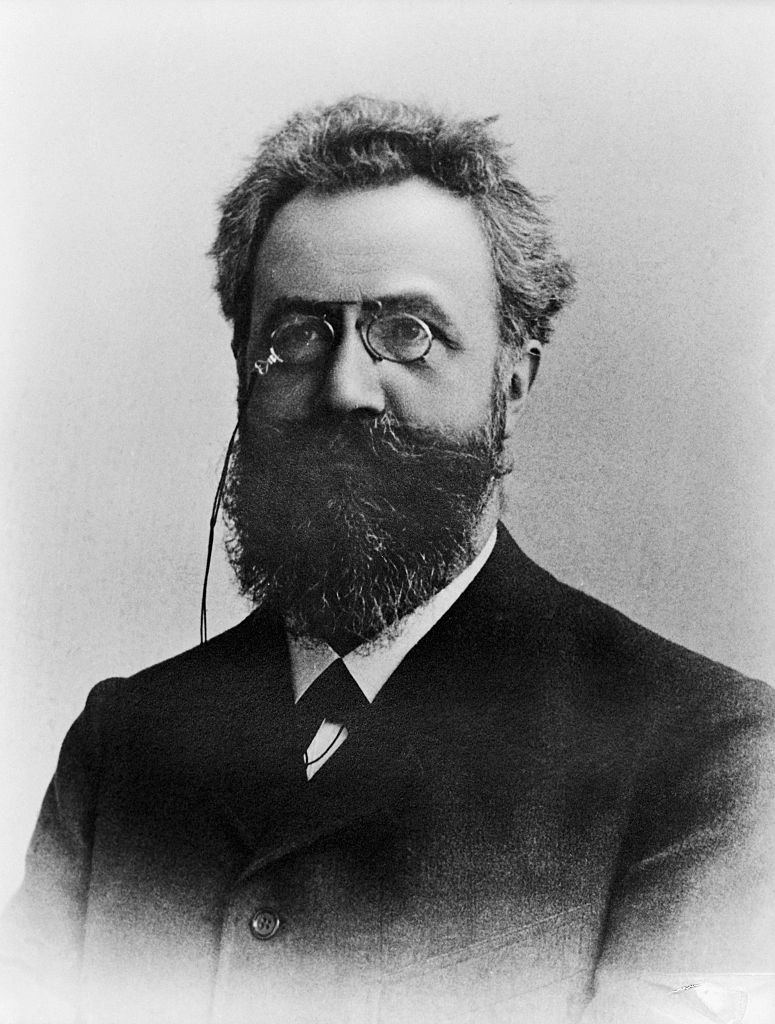
هيرمان إبنجهاوس

في عام 1885، ابتكر هيرمان إبنجهاوس مقاطع لفظية لا تتبع قواعد لغوية ولا تمتلك أي معنى بمفردها، وذلك لاختبار ذاكرته الخاصة، فكان يحفظ مجموعة من تلك المقاطع ثم يختبر قدرته على تذكرها عبر فترات زمنية متفاوتة، فاكتشف أنه قد نسي بسرعة خلال الساعات أو الأيام الأولى، بينما تراجعت ذاكرته تدريجياً على مدى الأيام، والأسابيع والأشهر التالية، كما وجد أن كلاً من التعلم المتعدد، والإفراط في التعلم، ومباعدة أوقات الدراسة قد زاد من الاحتفاظ بالمعلومات، علماً أن أبحاث إبنجهاوس أثرت في العديد من الدراسات المجراة على الذاكرة والتذكر طوال القرن العشرين.
أما الباحث البريطاني البارز في علم النفس التجريبي، فريدريك بارتليت، فقد ركّز على الأخطاء التي ارتكبها البشر عند تذكّر معلومات جديدة، فعمل على تزويد المشاركين في دراسته بمقتطف من قصة، ثم مطالبتهم بتذكره بأدق ما يمكن، فكانت الفترات الزمنية للاحتفاظ به في الذاكرة تتراوح بين التذكر المباشر بعد قراءة القصة وعدة أيام بعد ذلك، ووجد بارتليت أن الأشخاص يسعون للمعنى، بمحاولتهم فهم المعنى العام للقصة.
وفي خمسينات القرن العشرين طرأت تغيرات على الدراسة الإجمالية للذاكرة، سُميت بالثورة الإدراكية، وتضمنت نظريات جديدة عن كيفية النظر للذاكرة، رابطة إياها غالباً بنماذج معالجة حاسوبية.
وفي ستينيات القرن العشرين تزايد الاهتمام بالذاكرة قصيرة الأمد، فلاحظ لويد ومارغريت بيترسون في دراستهما على أشخاص أُعطوا قائمة قصيرة من كلمات أو حروف ومن ثم تم تشتيت انتباههم عنها بمهمة أخرى لبضع ثوانٍ، أنّ تذكر أولئك الأشخاص للقائمة تناقص بشكل كبير، كما ابتكر أتكنسون وشيفرين عام 1973 نموذجاً للذاكرة قصيرة الأمد، أصبح بعد ذلك النمط الشائع لدراستها.
كما شهدت الستينيات تطوراً في دراسة النماذج الصورية وكيفية تذكرها، وذلك بقيادة آلان بايفيو، والذي وجد أن كلما حفزت الكلمة تخيل صورة ما، ازدادت أرجحية تذكرها إما بشكل حر أو بالترافق مع معلومات متعلقة بها.
وشكّل اقتراح إنديل تلفنيغ لوجود نوعين من الذاكرة؛ العرضية والدلالية، الخطوة المهمة التالية في تطور دراسة التذكر، فوصف الذاكرة العرضية بأنها تتعلق بحدث محدد وقع في زمان ومكان محددَين، بينما تكون الذكريات الدلالية كلمات مجردة، ومفاهيم وقواعد محفوظة في الذاكرة طويلة الأمد.

## الأنواع

### التذكر الحر
وهو يصف العملية التي يُعطى بها الفرد قائمة من العناصر ليحفظها، ومن ثم يُطلب منه تذكرها بغض النظر عن ترتيبها، ويقدم التذكر الحر أدلة عن تأثيرات الأسبقية والحداثة غالباً، فتظهر الأولى عندما يتذكر الفرد العناصر الواردة في بداية القائمة أولاً وبتكرار أكبر، بينما يتمثّل تأثير الحداثة في تذكر العناصر الواردة في نهاية القائمة أولاً وبتكرار أكبر، أما التذكر الحر فيبدأ غالباً بنهاية القائمة وصولاً لوسطها وبدايتها.

### التذكر الملقَّن
يتمثّل في إعطاء الفرد قائمة من العناصر ليحفظها، ومن ثم اختباره مع تزويده بتلميحات لتذكرها، وفي دراسات الذاكرة بهذا الأسلوب، تتضمن القوائم أزواجاً من العناصر، أو الكلمات غالباً، مثلاً: أ1-ب2، أ2-ب2، أ*-ب* (تشير * إلى عدد الأزواج على القائمة) ومن ثم يقوم الباحث بإعطاء الفرد كلمة ما –سمعياً أو بصرياً– توجهه لتذكر الكلمة الأخرى المقرونة بها.

### التذكر المتسلسل
وهو القدرة على تذكر العناصر أو الأحداث بالترتيب الذي وقعت فيه،  وتُعد قدرة البشر على تخزين العناصر في الذاكرة وتذكرها كما هي ضرورية للاستخدام السليم للغة، فمن غير المنطقي أن يتذكر المرء أجزاءً مختلفة من جملة ما لكن بالترتيب الخاطئ، وقد تم العثور على قدرة التذكر المتسلسل لدى العديد من الرئيسيات غير البشرية أيضاً، بالإضافة إلى بعض الأنواع غير الرئيسية، ويفيد التسلسل في تذكر ترتيب صوتيات الكلمات وكذلك الأحداث اليومية، ويبدو أن ذكريات الماضي تتواجد بتدرج استمراري يتيح تذكر الأحداث الأخيرة بترتيبها الحقيقي بسهولة أكبر.
ويختلف التذكر المتسلسل في الذاكرة طويلة الأمد عنه في الذاكرة قصيرة الأمد، فلتخزين تسلسل ما في الأولى، تتم إعادته مراراً حتى يتمثل في الذاكرة كعنصر واحد متكامل عوضاً عن تتابع من العناصر، وبهذه الطريقة لا حاجة لتذكر العلاقات بين العناصر ومواضعها الأصلية، بينما تم الاعتقاد بأن التذكر التسلسلي الفوري في الذاكرة قصيرة الأمد ينتج عن آلية واحدة من اثنتين، تشير الأولى منهما إلى هذه الذاكرة بأنها نتيجة لترابط العناصر وترتيبها في السلسلة، بينما تشير الأخرى لترابط العناصر مع بعضها.
وقد دعمت الأبحاث حقيقة تحسّن أداء التذكر المتسلسل الفوري عندما تكون سلسلة العناصر متجانسة (أي تابعة لنفس التصنيف الدلالي)، واقترحت أخرى بأن التجمع الإيقاعي يعزز التذكر الشفهي المتسلسل، وأشارت بعض الأدلة إلى تأثر تخزين إيقاع ما بالذاكرة وتذكره لاحقاَ بوجود أصوات حركية متزامنة، كنقر الأصابع بتواتر معين.

## التشريح العصبي
تُبدي كل من القشرة الحزامية الأمامية، والكرة الشاحبة، والمهاد والمخيخ نشاطاً أكبر أثناء التذكر منه أثناء التعرف، ما يقترح بأن مكونات السبيل المخيخي الأمامي هذه تلعب دوراً في عملية التذكر لا تقوم به في التعرف، وعلى الرغم من اعتبار العمليتين منفصلتين، يجب التنويه بأن كليهما مكون للشبكات الموزعة لمناطق الدماغ على الأرجح.

## العوامل المؤثرة على التذكر

### الانتباه
يمتلك الانتباه تأثيرات مفاجئة على التذكر، ويبدو أن معظم هذه التأثيرات تحدث أثناء مرحلة الترميز للمعلومات فقط، ففيها قد يعيق القيام بفعل متزامن نجاح استرجاع المعلومات بشكل كبير، لأنه لا يتيح إدخالها للذاكرة بشكل مناسب، فيُنقص من كمية المعلومات المكتسبة، كما يتأثر انتباه الفرد للكلمات بالمفردات الحاملة لمشاعر معينة، إذ يمكن تذكر الكلمات المحكية الإيجابية أو السلبية أكثر من المعتدلة.

### الدافع
يُعتبر الدافع عاملاً يشجع الفرد على إنجاز المهمة التي تقع على عاتقه بنجاح، ففي دراسة أجراها رزيبرز، وموغا وشنايدر عام 2001، تم توزيع المشاركين في ثلاث مجموعات، أُجبِرت الأولى على الإجابة عن أسئلة الباحثين المتعلقة بفيديو عرضوه على المشاركين قبل ثلاثة أسابيع، بينما أُعطيت الثانية حرية الإجابة، أما الأخيرة فتمتعت بحرية الإجابة إلى جانب تلقي مكافأة تحفيزية عند إعطاء جواب ما، ورغم عدم اختلاف كمية المعلومات الصحيحة الناتجة بين المجموعات، وجد الباحثون أن المجموعة الأخيرة أعطت أكثر النتائج دقةً، ولكن ذلك يعتمد على تعريف المشاركين للنجاح، فإذا اعتقدوا بأن النجاح يكمن في إنجاز المهمة عوضاً عن دقة إنجازها، سيتزايد عدد الأجوبة، ولكن الدقة ستتناقص.

### التشوش
في غياب التشوش ينشط عاملان عند تذكر قائمة من العناصر، وهما تأثيرا الحداثة والاستباقية، ويحدث الأول عند توظيف الذاكرة قصيرة الأمد لتذكر العناصر التي تم تعلمها مؤخراً، بينما يطرأ تأثير الاستباقية عندما تكون الذاكرة طويلة الأمد قد رمّزت العناصر الأولى، ويمكن إلغاء تأثير الحداثة إذا تجاوزت فترة تشويش بين إدخال المعلومات للذاكرة وإخراجها منها زمن الاحتفاظ في الذاكرة قصيرة الأمد، وهو 15-30 ثانية، ويحدث ذلك عندما يُعطى الشخص معلومة تالية ليتذكرها قبل تذكر المعلومة الأولى، بينما لا يتأثر وقع الاستباقية بإعاقة التذكر.
وتطرأ إزالة العناصر القليلة الأخيرة من الذاكرة نتيجة إزاحتها من الذاكرة القصيرة من قِبل الفعل المشوِّش، وبسبب عدم إعادتها أو التدرب عليها، لن تنتقل إلى الذاكرة طويلة الأمد، وبالتالي ستُفقد، وبإمكان فعل بسيط كالعد بشكل معكوس أن يغير تذكر المعلومات، بينما لا يكون للفواصل الزمنية لتأخير التذكر الفارغة من المشوشات أي تأثير، وذلك لأنها تتيح للفرد إعادة العناصر التي تعلمها مراراً في ذاكرته العاملة حتى يتذكرها دون أي تشويش.
ووجد كوهين عام 1989 تحسّن تذكر فعل ما حتى بوجود عامل مشوش إذا تمت تأدية هذا الفعل جسدياً أثناء مرحلة الترميز، كما تبين أن تذكر بعض العناصر قد يشوش تذكر عناصر أخرى أو يمنعه، ويقترح تيار آخر من الأفكار والأدلة أن تأثيرات التشوش على الحداثة والاستباقية نسبية، تتحدد بنسبة زمن الاحتفاظ إلى معدل التشوش بين عرض العناصر، وتبدي ثباتاً في المقياس الزمني.

### السياق
يتم تفسير التأثيرات المعتمدة على السياق عادةً كدليل على ترميز خواص البيئة كجزء من آثار الذاكرة، وإمكانية استخدامها لتعزيز استرجاع المعلومات الأخرى في الآثار ذاتها، بمعنى آخر، يمكن للمرء أن يتذكر بشكل أفضل إذا تماثلت البيئات في كل من مرحلتي التعلم والتذكر.

### الذاكرة المعتمدة على الحالة
يتوضح الاسترجاع المعتمد على الحالة عندما يتم استرجاع المواد بنفس الحالة التي تم تعلمها فيها، وشرح بحث أجراه كارتر وكاسادي عام 1998 هذا التأثير باستخدام مضادات الهيستامين، فأفاد بأن الفرد إذا قام بالدراسة أثناء علاجه بتلك المضغوطات المضادة للحساسية، فإنه سيتذكر ما درسه إذا خضع لاختبار أثناء تناوله لنفس الأدوية بشكل أكبر من الحالة المعاكسة، كما تُعرف بعض المنبّهات، مثل الكوكائين، والأمفيتامينات والكافئين بتحسينها للتذكر عند البشر، ولكن تأثير استخدامها المطول على الوظائف الإدراكية يختلف كثيراً عن تأثيرها بالاستخدام لمرة واحدة.
وقد أبدى متناولو الميتيلين-دي أوكسي-ميتامفيتامين (MDMA) صعوبات في ترميز المعلومات في الذاكرة طويلة الأمد، وضعفاً في التعلم الشفهي، وتشتتاً بسهولة أكبر، وفعالية أقل في تركيز الاهتمام على المهام المعقدة، وتتزايد درجة الضعف التنفيذي بتفاقم شدة تناول هذا المركب، وتُعتبر هذه الاعتلالات طويلة الأمد نسبياً، وبشكل مشابه يبدي مستخدمو الكوكائين ضعفاً في التركيز، والتعلم، والذاكرة، وزمن الاستجابة، والمرونة الإدراكية، وتعتمد احتمالية التأثير الإيجابي أو السلبي للمنبهات على التذكر على مقدار ومدة استخدامها.

### الظواهر
يُشار إلى التذكر في علم الظواهر بـ«إدراك الإدراك»، ويتضمن ذلك عدة حالات من الإدراك الواعي تدعى الشعور بالمعرفة، كحالة «طرف اللسان».

## الحالة

### طرف اللسان
تشير إلى ملاحظة فراغ كبير بين وصف أو معرفة موضوع ما والقدرة على تذكر واصفات أو مسميات يتضمنها، وتُعتبر من المنظور اللغوي النفسي فشلاً في استرجاع المعلومات من الذاكرة المعجمية بالتلقين من الذاكرة الدلالية (الحقائق)، أما من منظور إدراك الإدراك، توصف بأنها الشعور بالمعرفة عند وقوع أحداث كهذه وإدراك التجربة التي تتضمنها.

### الاسترجاع اللاإرادي للذاكرة
كانت الأبحاث المتعلقة بهذه الظاهرة نادرة نسبياً حتى وقت قريب، وتم تحديد نوعين لها فقط: الاسترجاع اللاإرادي لكل من ذاكرة السيرة الذاتية، والذاكرة الدلالية، ويمكن اعتبار كلتا هاتين الظاهرتين جوانب ناشئة عن عمليات إدراكية تكون بخلاف ذلك طبيعية وفعالة.

### الذكريات الكاذبة
تنتج عن اعتقادات مستمرة، أو اقتراحات من قبل رموز سلطوية، أو تصريحات لمعلومات خاطئة، إذ يؤثر التعرض المستمر لهذه المحفزات على إعادة تنظيم الذاكرة وتفاصيلها، أو يغرس روايات خاطئة حيّة عن حدث ما.

### فقدان الذاكرة الرجوعي البؤري
ينتج فقدان الذاكرة الرجوعي البؤري، أو فقدان الذاكرة الوظيفي، عن رضح جسدي أو نفسي، ويتظاهر بعدم القدرة على تذكر المعلومات السابقة للحدث الرضحي، دون تأثر المعرفة المكتسبة الجديدة.